# 上野駅殺人事件
『上野駅殺人事件』（うえのえきさつじんじけん）は、西村京太郎の長編推理小説。1985年に光文社から刊行された。

## ストーリー
上野駅内勤助役の沼田は、終電が到着した後の駅構内の見回りをしていた際、浮浪者の一人が死んでいるのを見つけ、救急車で病院へ運ぶ。死因は青酸中毒、沼田はk病院の仁科医師を通じて警察に通報した。十津川警部と亀井刑事が捜査に当たるが、誰が何のためにやったのかもわからないままに第2の殺人が発生、この殺人も青酸中毒死であった。分かったのは犯人が日本酒、ウイスキーに青酸液を混ぜて被害者に渡したことと、黒いコートを着ていたことだけ、そうこうしている内に第3の殺人が発生してしまった。
そして遂に、上野駅の駅長・堀井の元に脅迫状が来た。差出人には「K」と書いてあった。その直後、仙台・山形行き急行まつしま3号・ざおう1号の車内で第4の殺人が発生、凶器は青酸入りのみかんだった。「K」からの第2の脅迫状が堀井の元に届くが、それには「八千万円を用意せよ」と書いてある。十津川は八千万円授与の時に犯人を逮捕するように仕向けたが、逮捕できたのは共犯の男だけで主犯はまんまと逃走した。そのうちに第3の脅迫状が「k」の元から届き、「共犯の男を釈放しろ」との内容が書いてあった。
東北・上越新幹線上野駅延伸開業の日が近く、次第に事態は白熱していく。

## 主な登場人物

### 警視庁捜査一課
- 十津川省三
- 亀井定雄
- 西本明
- 日下淳一
- 本多時孝

### 上野駅
- 沼田 - 内勤助役。
- 山崎 - 公安室長。
- 細木 - 首席助役。
- 堀井 - 上野駅長。

### その他
- 仁科 - k病院の医師。

## テレビドラマ

### 1993年版
『十津川警部シリーズ3・上野駅殺人事件』は、TBS系列の2時間ドラマ『月曜ゴールデン』（毎週月曜日21:00 - 22:54、JST）で1993年10月4日に放送された。主演は渡瀬恒彦。